# Obléhání Bredy
Obléhání Bredy (1624–1625) nastalo během osmdesátileté války. Nizozemské město Breda bylo vybráno španělským velitelem Ambrosiem Spinolou, výsledkem mělo být oslabení Nizozemska dobytím jejich opevnění.

## Historie

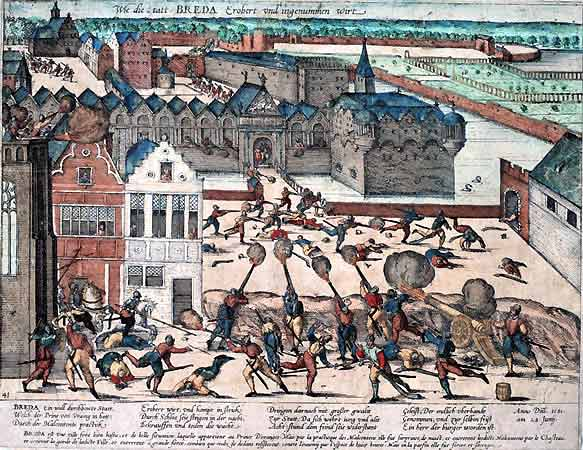
Dobytí Bredy 26.–27. července 1581 španělským velitelem Claudem de Berlaymontm z Haultepenne. Autor vlámský malíř Pieter Snayers

V průběhu nizozemské revoluce se území ovládané Španěly rozpadlo na severní Spojené nizozemské provincie, což byl nově vytvořený nezávislý stát a Jižní Nizozemí, což byl zbytek španělských držav. V silách Španělska nebylo zabránit rozpadu svého panství na dvě části a proto raději uzavřeli s Nizozemím v roce 1609 dvanáctileté příměří. V roce 1618 v Evropě vypukla třicetiletá válka, kterou spustilo české stavovské povstání. V tomto konfliktu se španělští Habsburkové přidali ke svým rakouským příbuzným, podporujícím katolicismus. Nizozemci naopak pomáhali Protestantské unii. Nizozemský místodržící kníže Mořic Oranžský velmi stál o to aby se Španělé co nejvíce zapojili do evropského konfliktu. Doufal, že pak nebudou mít dostatek sil na válku v samotném Nizozemí, kde se s ukončením dvanáctiletého příměří opět rozhořely boje. Filip IV. Španělský nebyl zpočátku příliš nakloněn útoku na Spojené nizozemské provincie ani obléhání strategicky umístěného města Breda, nacházející se zhruba 50 km od Rotterdamu na obchodní cestě do Antverp. Španělsko bylo vyčerpané jednak válkou osmdesátiletou a právě probíhající evropskou válkou třicetiletou, ve které se Španělé také silně angažovali. Navíc, Breda byla silně opevněná a bráněná velkou a dobře připravenou posádkou 7 000 mužů. Španělé sice město již jednou obsadili, a to roce 1581, ovšem na pouhých devět let. Španělský dvůr si uvědomoval, že není v jeho silách znovu spojit rozdělené Nizozemsko a dobýt všech sedm odtržených provincií. Na druhé straně dvůr doufal, že pokud budou Nizozemci ohrožováni na svém území, budou nuceni ukončit podporu protestantů v říšsko-německé Svaté říši římské. Španělé kalkulovali také s omezením koloniální expanze Nizozemců, kteří ohrožovali španělská zámořská území.

## Ukončené příměří

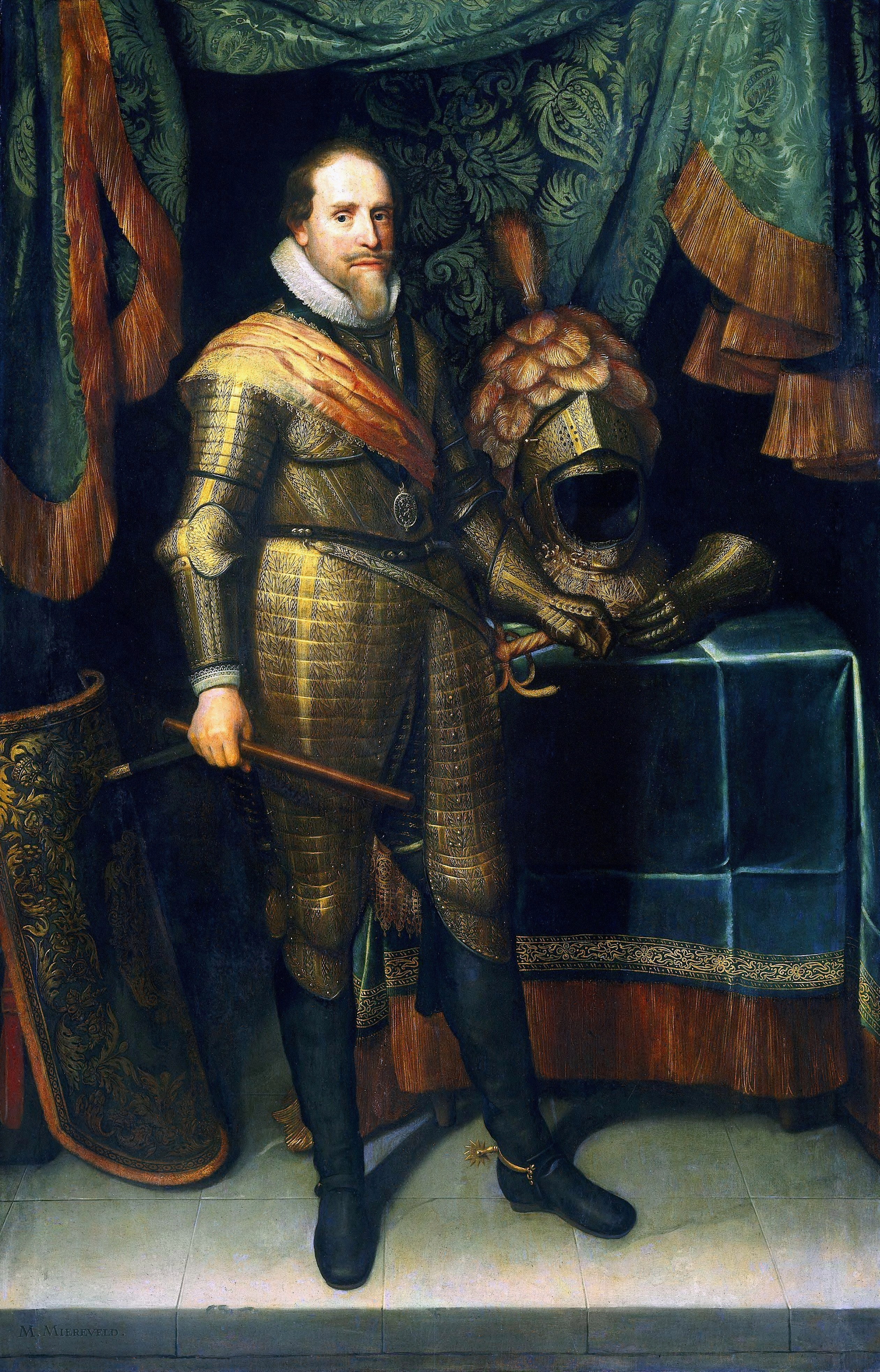
Mořic Oranžský ve zlatém brnění, Michiel Jansz van Mierevelt, před 1620

Španělé měli svá vojska rozmístěná ve Flandrech a s jejich pomocí se jim dařilo narušovat spojení mezi Nizozemskem a jeho německými spojenci z Unie. Také se jim dařilo dobývat předsunuté nizozemské pevnosti, například Bergen op Zoom. Způsobovali tak nizozemské ekonomice velké škody, neboť nutili Spojené nizozemské provincie udržovat armádu, která byla nad jejich ekonomické možnosti. Škody způsobovaly také útoky na nizozemské lodě. Dalším problémem bylo habsburské obchodní embargo a španělská blokáda obchodních cest a řek. Taková byla situace v roce 1624, kdy španělské vojsko pod vedením Ambrogia Spinoly přitáhlo k Bredě. Existovaly dvě možnosti jak donutit obléhané město ke kapitulaci: zablokovat všechny komunikace a přístupy do pevnosti, město ostřelovat a čekat na jeho vyhladovění. Tato možnost je ovšem časově náročná. Druhá možnost je klasické dobývání. Podle vojenské teorie vyžaduje takové obléhání až desetkrát více vojáků na straně obléhatelů. Jsou potřeba nejen na obsluhu děl, ale také na kopání zákopů a příkopů, obstarávání zásob a péči o nemocné a raněné. Španělský velitel Ambrosio Spinola se rozhodl pro druhou možnost. Armáda oblehla Bredu 27. srpna 1624. Mladý a lstivý kníže Mořic Oranžský propašoval na lodích naložených rašelinou do Bredy sedmdesát vojáků. Ti přemohli stráže u bran města a otevřeli je pro nizozemské vojsko, které Španěly vyhnalo. Příměřím z roku 1609  připadla Breda Spojeným provinciím. Město se proměnilo v pevnost s vynikajícím dělostřelectvem a dostatečnými zásobami.

## Počátek obléhání

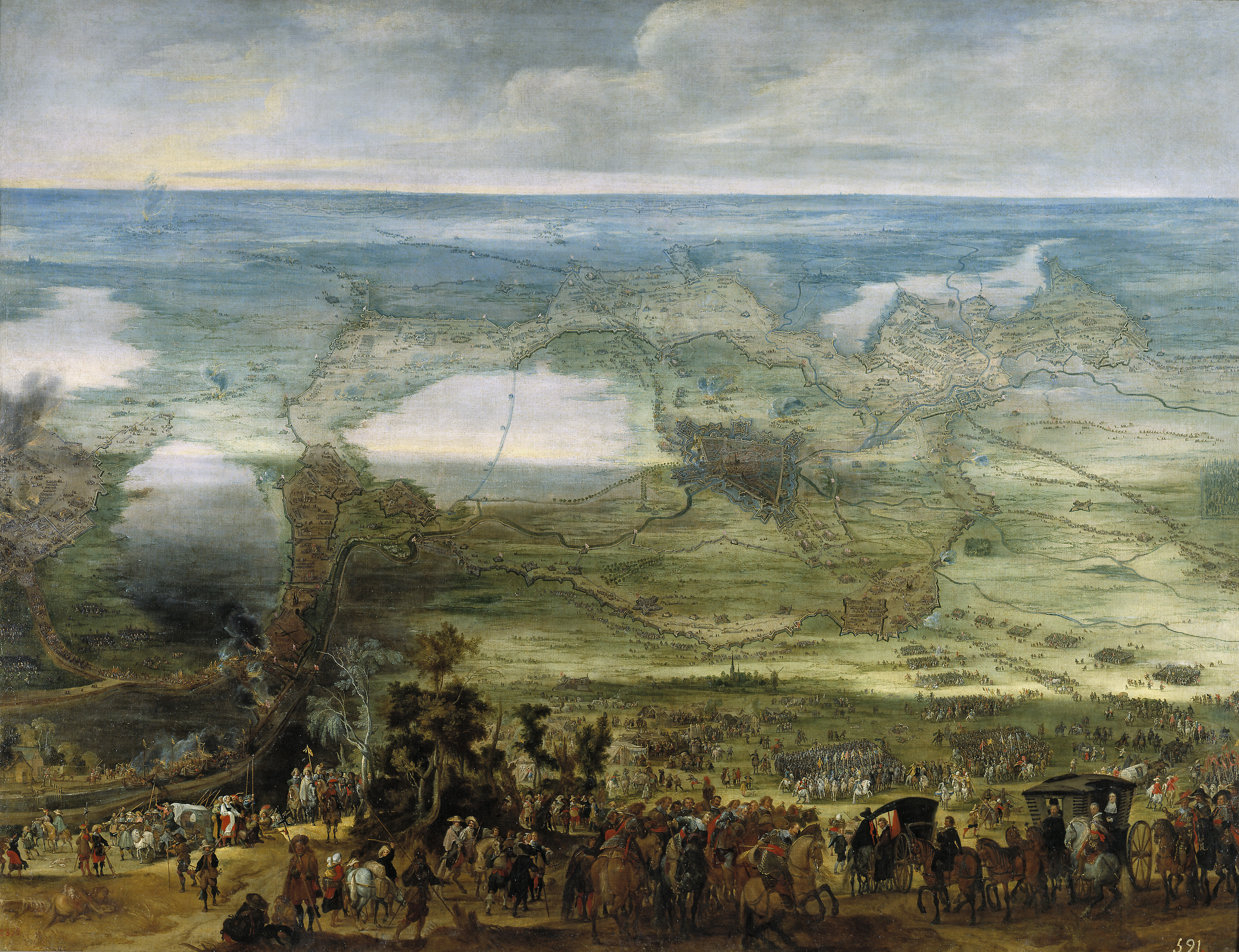
Španělští šlechtici včetně infantky Isabely Kláry Evženie pohlížejí na obleženou Bredu.

Spinola nechal vybudovat čtyři velké tábory. Neodpustil si ubytovat se na zámku velitele nizozemské posádky Justina Nasavského. Své dělostřelecké baterie rozmístil v dostatečné vzdálenosti tak, aby na ně obránci nedostřelili. Svými plavidly vytvořili Španělé mosty, které měly znemožňovat zásobování pevnosti. Poté se pustili do stavění pevnůstek a kopání zákopů, které nakonec měřily přes osm kilometrů. Spinola zde uplatnil novou obléhací strategii: kolem města zbudoval dvě linie sestávající celkem z 96 redut, 37 pevnůstek a 45 dělostřeleckých baterií. Většina z nich měla za úkol bránit pronikání oddílů, snažících se pomoci obleženému městu. K ostřelování města své dělostřelectvo Španělé příliš nepoužívali. Snažili se jednak šetřit cenným střelným prachem a pak, jejích cílem bylo obránce vyhladovět. Justin Nasavský nechal stromy kolem Bredy vykácet, aby znemožnil obléhatelům krytí. Nizozemci se párkrát pokusili obklíčení prorazit, ale utrpěli velké ztráty a prorazit se jim nepodařilo. Nezbývalo než spoléhat se na pomoc z vnitrozemí. Mořic Oranžský shromáždil přes veškerou snahu jen 9 000 mužů v Nijmegenu, ležícím necelých 100 km od Bredy. Než se pustil do tažení na Bredu obsadil španělská posádková města Gennep a Kleve. Až poté se přiblížil k Bredě. Pro přímý útok mu chybělo jezdectvo. Španěly se snažil znepokojovat menšími šarvátkami ve snaze odříznout obléhatele od zásobování. Pokusil se rozbít svůj tábor v blízkosti španělských pozic. Nezdařilo se, protože Spinola nechal otevřít stavidla a celou oblast zatopil. V Bredě mezitím vypukla epidemie, které mnoho vojáků podlehlo a do obrany městského opevnění byli nuceni se zapojit sami občané. V říjnu 1624 se pokusil Mořic Oranžský znesnadnit Španělům zásobování přesunutím svého opevněného tábora do Roosendaalu vzdáleného 25 km. K ukončení obléhání to ovšem nestačilo. Koncem podzimu Mořic Nasavský musel odcestovat do Haagu na zasedání generálních stavů. Generální stavy se usnesly, že je nutné získat větší podporu v zahraničí. Byl to jen částečný úspěch, dorazil pouze hrabě Petr Arnošt Mansfeld s 5 000 vojáky. Mansfeld se moc nevyznamenal v průběhu českého stavovského povstání a ani u Bredy to nebylo jiné. Španělé měli daleko větší možnost disponovat lidskými i finančními zdroji. Povolali k Bredě dalších 30 000 vojáků a císař Ferdinand II. poslal na pomoc obléhatelům dalších 6 000 mužů. Posily byly nasazeny především k ochraně španělských zásobovacích lodí. V květnu roku 1625 vypuklo ve španělském ležení spiknutí italských vojáků, kteří chtěli podpořit nizozemské šance. Spiknutí však bylo odhaleno a rebelové popraveni.

### Italský velitel Španělů
Ambrosio Spinola Doriamarkýz de los Balbases (1569–1630) se narodil v bohaté janovské rodině obchodníků. Povolání obchodníka ho nelákalo, vstoupil tedy stejně jako jeho starší bratr do španělských služeb. Po vzoru italských kondotiérů si za vlastní peníze najal pluk a připojil se ke Španělům v jejich válce s Nizozemím. Vydobyl si slávu porážkou Mořice Oranžského u Ostende. Příměří z roku 1609 mu další cestu za slávou pokazilo. Po vypršení dvanáctiletého příměří se opět postavil do čela armády ve Španělském Nizozemí. Obléhání Bredy jej vyčerpalo nejen zdravotně, ale i finančně, proto svou funkci velitele složil. V roce 1629 ještě bojoval ve válce o mantovské dědictví proti Francouzům. Jeho potomci se staly oporou katolické církve – jeho syn se stal sevillským arcibiskupem a vnuk kardinálem.

## Konec obléhání

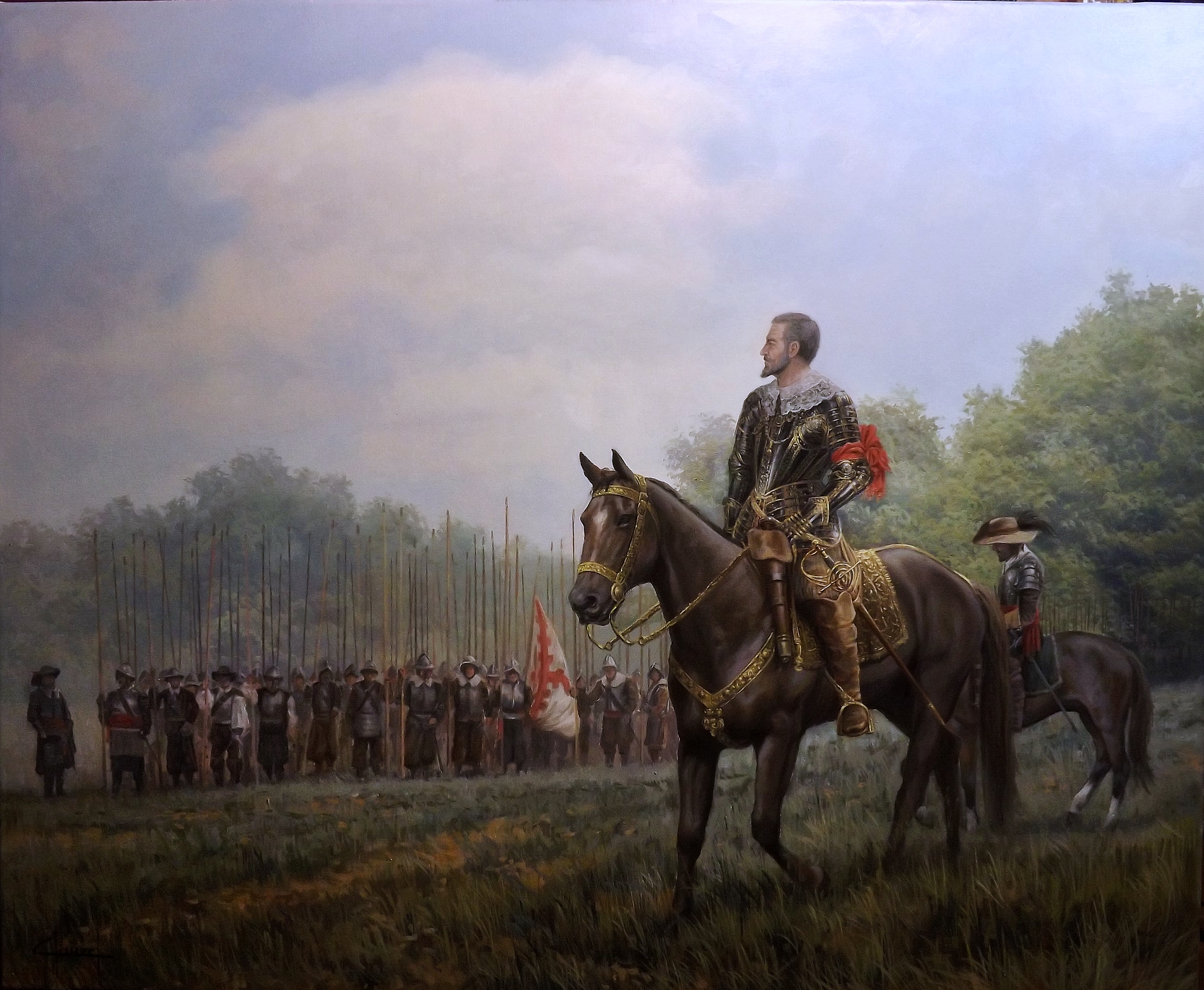
Abrosio Spinola – vítězství u Bredy

V dubnu 1625 kníže Oranžský zemřel. Na jeho místo místodržitele a vrchního velitele nastoupil jeho mladší bratr Frederik Hendrik Oranžský. Na jaře téhož roku se nový vojenský velitel vydal na pomoc obléhané Bredě. Spinola vytáhl Nasavskému naproti, a mezi protivníky proběhlo několik menších bitev, ale k rozhodující bitvě nedošlo. Dne 13. května Frederik Hendrik podnikl poslední pokus prorazit obležení, ale opět neuspěl a stáhl se zpět. Usoudil poté, že Nizozemsko již nemá žádnou šanci zlikvidovat pozice Španělů a proto Frederik Hendrik Oranžský veliteli posádky v Bredě přikázal kapitulovat. Justinus Nasavský dne 2. června 1625 kapituloval. Spinola mu podle dohody umožnil volný odchod v plné zbroji i s prapory. Po devíti měsících tak Španělé konečně Bredu obsadili. Obyvatelé přijali kapitulaci s ulehčením, všichni již byli unaveni, utrpěli velké ztráty a měli už jen omezené zásoby. Tisíce obyvatel během obléhání zemřelo hlady nebo v důsledku epidemií.

## Vítězství katolíků
Po celé Evropě se šířily informace o pádu Bredy. Katolický tábor oslavoval, papež Urban VIII. dokonce označil pád Bredy jako důkaz toho, že Bůh stojí na straně katolíků. Španělé sice dosáhli u Bredy vítězství, ale bylo to vítězství hořké. Jejich ztráty byly tak vysoké, že neměli sil na přechod do ofenzívy a definitivně Nizozemce porazit. V roce 1637 dobyli Nizozemci po jedenáctitýdenním obléhání Bredu zpět. Uzavřením Vestfálského míru připadla Breda jednou provždy Nizozemsku a to bylo uznáno suverénním státem.